# 1934年8月10日日食
1934年8月10日日食是一次日環食，發生於1934年8月10日。新月當天（即朔日），地球上觀測到月球和太阳的角距離極小，此時月球如果恰好在月球交點附近，穿過太阳和地球之間，與地球、太阳接近一直線，則會出現日食。月球穿過太阳和地球之間，但距地球較遠，本影未能接觸地表，而使偽本影覆蓋的區域內看到月球的角直徑小於太陽，就形成日環食，同時在偽本影兩側數千公里的半影範圍內形成日偏食。此次日環食經過了葡屬安哥拉、西南非洲、北羅德西亞、貝專納、南羅德西亞、南非、葡屬東非，日偏食則覆蓋了撒哈拉以南非洲及周邊部分地區。

## 日食概況

### 出現區域
圣赫勒拿岛西南約660公里的南大西洋洋面在日出時最先看到日環食，隨後月球偽本影向東登上非洲，逐漸轉向東南移動，在葡屬東非（今莫桑比克）伊尼揚巴內省西南部達到最大食分後旋即離開非洲，進入南印度洋。此後偽本影再也沒有經過任何陸地，最終在日落時分結束於南极洲威爾克斯地西部海岸以北約460公里處。
偽本影經過的陸地包括：
- 葡屬安哥拉（今安哥拉）：納米貝省除北部和極南端外的大部、乌伊拉省中南部、庫內內省除西南邊境外的絕大部分、庫安多古班哥省中南部；
- （今纳米比亚）：奧漢圭納區東北半部、奧卡萬戈區北部、卡普里維區；
- 北羅德西亞（今赞比亚）：西方省南部、南部省南部；
- 貝專納（今波札那）：西北區北部、中部區北部和東端、東北區中北部；
- 南羅德西亞（今辛巴威）：北馬塔貝萊蘭省除東北部外的大部、南馬塔貝萊蘭省除西南角外的絕大部分、布拉瓦約市、中部省南半部、馬斯溫戈省中南部、馬尼卡蘭省南端；
- 南非聯邦：川斯瓦省北部（今林波波省東北部和姆普馬蘭加省極東北角）；
- 葡屬東非（今莫桑比克）：馬尼卡省西南角、加扎省除東北角、西南角和南端外的絕大部分、马普托省東北部、伊尼揚巴內省西南半部，其中在伊尼揚巴內省西南部達到最大食分。[3][4]

除了上述環食帶內能看到日環食之外，月球半影覆蓋範圍內都能看到日偏食，包括非洲在撒哈拉沙漠以南的部分、阿拉伯半岛極西南角、南极洲靠近非洲的沿海地區。

### 基本參數
- 類型：日環食
- 食甚中心處（位於葡屬東非伊尼揚巴內省西南部）資料：
  - 時間：1934年8月10日8:37:23.7
  - 地點：24°32.2′S 34°34.2′E / 24.5367°S 34.5700°E
  - 食分：0.9436（環食帶內最大）
  - 日環食持續時間：6分33.3秒

## 相關的日食

### 1931-1935年的日食
月球交替位於相對的月球交點時，以半個交點年（食年），即約177天又4小時間隔出現下列日食。
註：1931年4月18日和1931年10月11日的日偏食屬於上一組交點年系列。1935年1月5日、1935年6月30日的日偏食和1935年12月25日的日環食屬於下一組交點年系列。
| 1931年至1935年的日食系列 | 1931年至1935年的日食系列 | 1931年至1935年的日食系列 | 1931年至1935年的日食系列 | 1931年至1935年的日食系列 | 1931年至1935年的日食系列 |
| ------------------------ | ------------------------ | ------------------------ | ------------------------ | ------------------------ | ------------------------ |
| 降交點                   | 降交點                   |                          | 升交點                   | 升交點                   |                          |
| 沙羅周期                 | 地圖                     | 沙羅周期                 | 地圖                     |                          |                          |
| 114                      | 1931年9月12日 偏食（北） | 119                      | 1932年3月7日 環食        |                          |                          |
| 124                      | 1932年8月31日 全食       | 129                      | 1933年2月24日 環食       |                          |                          |
| 134                      | 1933年8月21日 環食       | 139                      | 1934年2月14日 全食       |                          |                          |
| 144                      | 1934年8月10日 環食       | 149                      | 1935年2月3日 偏食（北）  |                          |                          |
| 154                      | 1935年7月30日 偏食（南） |                          |                          |                          |                          |

### 沙羅周期
沙羅周期長度為18年11天。本次日食屬於沙羅周期144，共包含70次日食，依次為1736年4月11日至1862年6月27日的8次日偏食、1880年7月7日至2565年8月27日的39次日環食、2583年9月7日至2980年5月5日的23次日偏食，總共歷時1244.08年。本周期並無日全食。
下表列舉了1901年至2100年間發生的屬於該周期的日食，是第11至21次：
| 11            | 12             | 13             |
| ------------- | -------------- | -------------- |
| 1916年7月30日 | 1934年8月10日  | 1952年8月20日  |
| 14            | 15             | 16             |
| 1970年8月31日 | 1988年9月11日  | 2006年9月22日  |
| 17            | 18             | 19             |
| 2024年10月2日 | 2042年10月14日 | 2060年10月24日 |
| 20            | 21             |                |
| 2078年11月4日 | 2096年11月15日 |                |

## 資料來源
1. ↑  樊忠玉. . 中国天文科普网.   [2016-03-31]. （原始内容存档于2014-09-17）.
2. 1 2  Fred Espenak. . NASA Eclipse Web Site.   [2016-03-31]. （原始内容存档于2020-10-24）.（英文）
3. ↑  Fred Espenak. . NASA Eclipse Web Site.   [2016-03-31]. （原始内容存档于2020-10-23）.（英文）
4. ↑  Xavier M. Jubier. .   [2016-03-31]. （原始内容存档于2016-11-06）.（法文）（英文）
5. ↑  Fred Espenak. . NASA Eclipse Web Site.   [2016-03-31]. （原始内容存档于2017-12-28）.（英文）
6. ↑  Fred Espenak. . NASA Eclipse Web Site.（英文）

## 外部連結
- NASA日食專頁（页面存档备份，存于）（英文）
- 可見區域圖和時間統計：由弗雷德·埃斯佩纳克做出的日食預報，NASA/GSFC
  - Google互動地圖呈現的日食範圍
  - 貝塞爾元素
- Google地圖顯示的日環食和日偏食範圍（页面存档备份，存于）（法文）（英文）

| \| \| 日食 \|                             |                              |                                          |
| 上一次日食： 1934年2月14日日食 （日全食） | 1934年8月10日日食 （日環食） | 下一次日食： 1935年1月5日日食 （日偏食） |
| 上一次日環食： 1933年8月21日日食          | 1934年8月10日日食 （日環食） | 下一次日環食： 1935年12月25日日食        |
|                                           | 日食                         |                                          |